# Wilhelm Billig

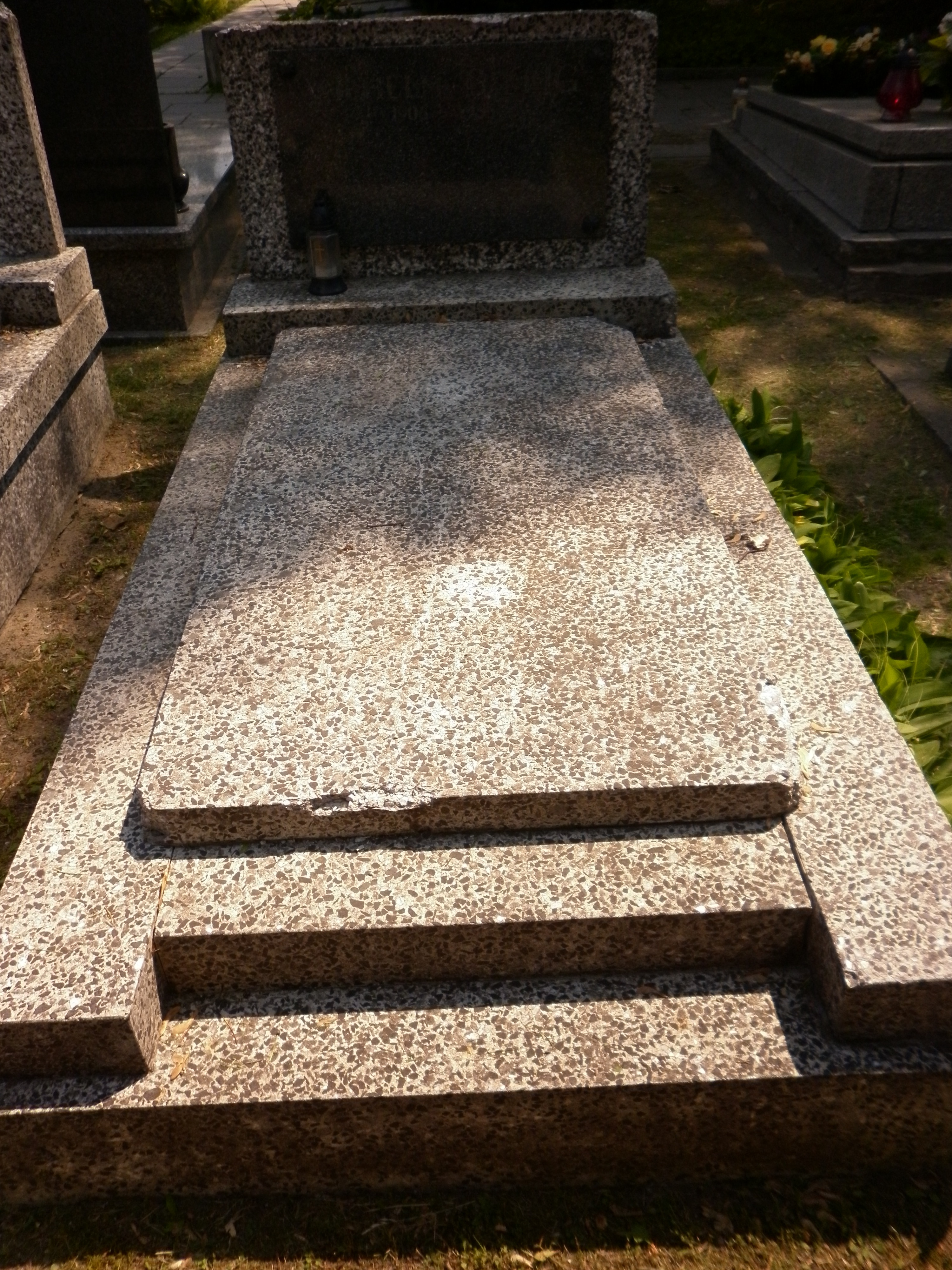
Grób Wilhelma Billiga na cmentarzu Wojskowym na Powązkach

Wilhelm Billig, ps. „Stefan” (ur. 30 czerwca 1906 w Kolbuszowej, zm. 5 sierpnia 1985 w Warszawie) – polski inżynier i działacz państwowy, wiceminister poczt i telegrafów (1951–1955) oraz łączności (1955–1956).

## Życiorys
Syn Eliasza, żydowskiego lekarza z Kolbuszowej. Od 1929 do 1938 należał do KPP. W latach 1933–1939 był więziony. Od 1941 do 1944 należał do WKP(b), od 1944 do 1948 do PPR, od 1948 do PZPR. Inspektor w Rejonowym Wydziale Oświaty w Łunińcu (1939–1940), dyrektor szkoły w Łunińcu (1940–1941), kierownik Działu Rolnego „Sztandaru Wolności” w Mińsku (1941), kierownik Redakcji Polskiej Wszechzwiązkowego Komitetu Radiowego w Moskwie (1941–1944), kierownik radia Związku Patriotów Polskich w Moskwie (1944). W sierpniu 1944 rozpoczął starania o wznowienie działalności rozgłośni, początkowo w Lublinie, a następnie w Warszawie. Został pierwszym powojennym szefem Polskiego Radia (1944–1951). Od czerwca 1949 do maja 1951 był prezesem Centralnego Urzędu Radiofonizacji Kraju. W latach 1951–1956 pełnił obowiązki podsekretarza stanu w Ministerstwie Poczt i Telegrafów, następnie Ministerstwie Łączności. W latach 1956–1968 był pełnomocnikiem rządu ds. wykorzystania energii jądrowej. Od 20 czerwca 1964 do 16 listopada 1968 był zastępcą członka KC PZPR. W związku z antysemicką kampanią marcową odwołany ze stanowiska.
Zmarł w Warszawie, pochowany na cmentarzu Wojskowym na Powązkach w Warszawie (kwatera II D4-2-9).

## Ordery i odznaczenia
- Order Sztandaru Pracy I klasy (1964)[5]
- Krzyż Komandorski Orderu Odrodzenia Polski (3 stycznia 1945)[6]